# Grapholita interstinctana
Grapholita interstinctana es una especie de polilla del género Grapholita, tribu Grapholitini, familia Tortricidae. Fue descrita científicamente por Clemens en 1860.
La envergadura es de unos 7-12 milímetros. Se distribuye por América del Norte: Estados Unidos.